# 大克维伊
大克维伊（法語：Le Grand-Quevilly，發音：[lə ɡʁɑ̃ kəviji]），法国西北部城市，诺曼底大区滨海塞纳省的一个市镇，隶属于鲁昂区，其市镇面积为11.11平方公里，2022年1月1日时人口数量为25,954人，在法国市镇中排名第340位。
大克维伊位于滨海塞纳省南部，省会鲁昂市区西南，是鲁昂的一个近郊卫星城，通过有轨电车及多条公交线路连接鲁昂市区。

## 地名来源
“克维伊”一名可能来源于人名，亦可能指与鲁昂之间的距离（相比小克维伊而言）。

## 历史
大克维伊历史上长期为一片林地，中世纪后逐渐被开发为农业村落，法国大革命后，大克维伊成为滨海塞纳省的一个市镇。工业革命期间，依托塞纳河航运，大克维伊境内出现了工业园区，一条地方工业铁路由此通过。20世纪后，随着鲁昂的城市扩张，大克维伊境内出现了大片新兴居民区，当地人口数量快速增加，连接大克维伊和鲁昂市区的现代有轨电车线路于1994年建成运行。

## 地理

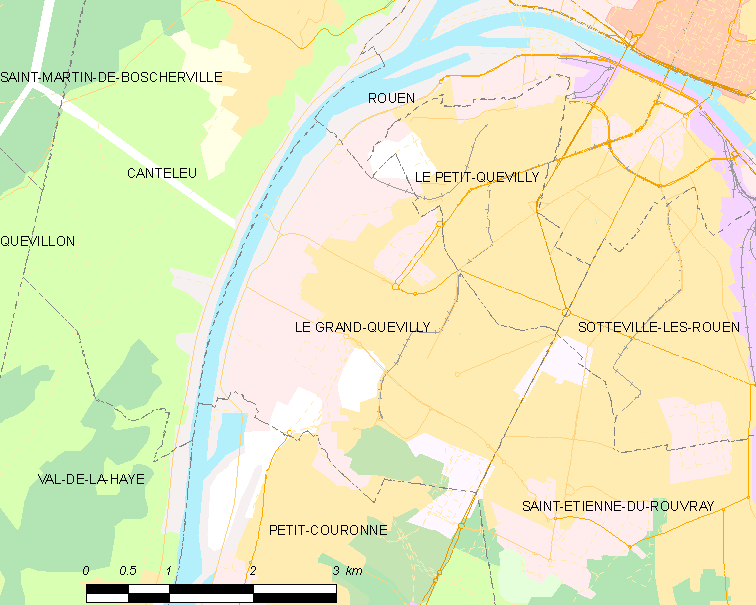
大克维伊市镇范围地图

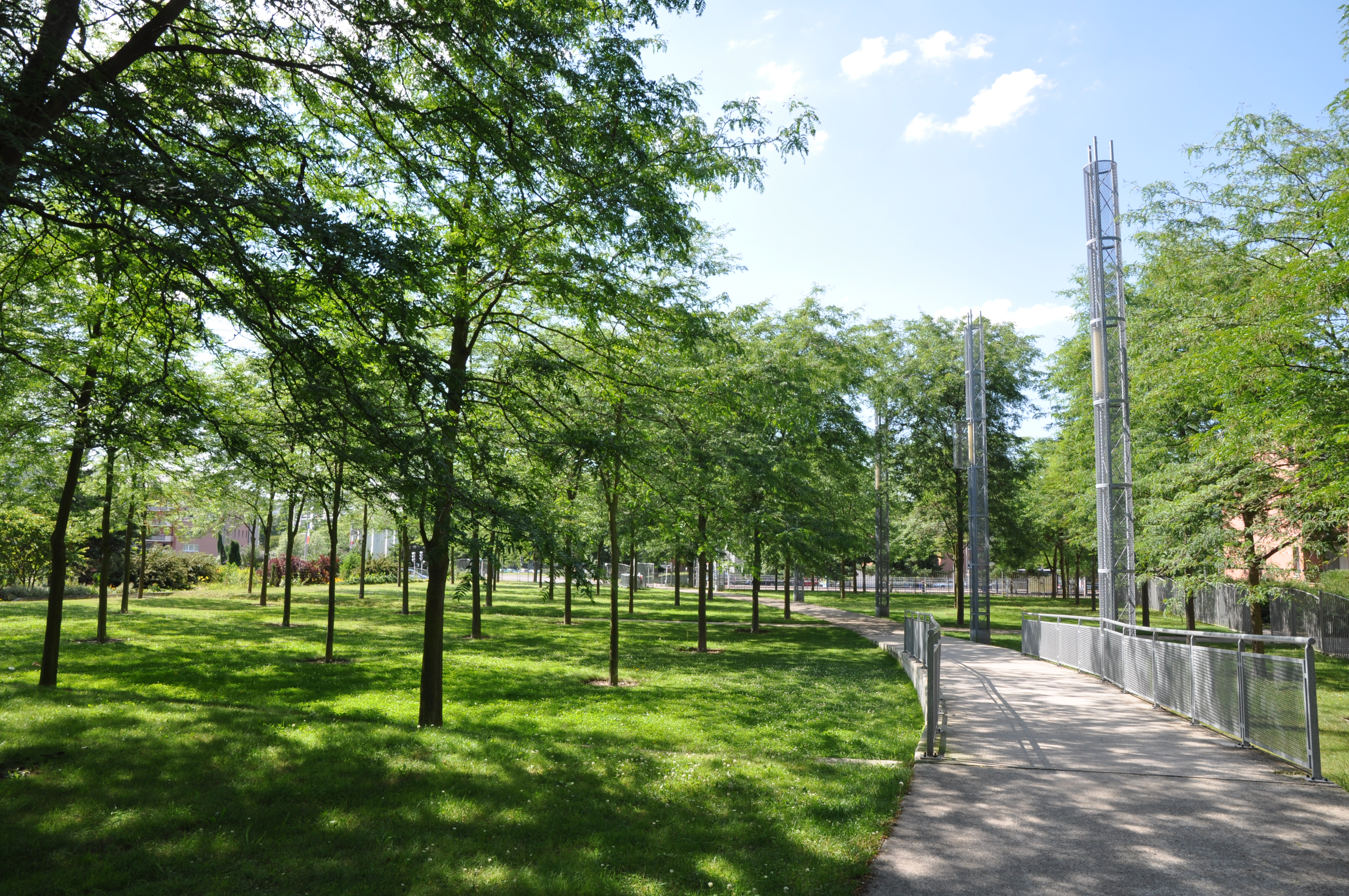
行省公园

大克维伊位于法国西北部，诺曼底大区东部和滨海塞纳省南部，距离省会鲁昂大约8公里。与大克维伊接壤的市镇包括：鲁昂、康特勒、小库罗讷、小克维伊、圣艾蒂安迪鲁夫赖、索特维尔莱鲁昂。

### 地形
大克维伊位于塞纳河下游平原腹地，境内以平原为主，市镇中心地势较为平坦，南部略高，全境海拔在1到68米之间。

### 水文
大克维伊位于塞纳河流域，其干流自北向南流经市镇西界，隔河与康特勒相望。

### 植被
大克维伊属于温带阔叶混交林区，玫瑰园（La Roseraie）是当地主要的城市绿地，林地多分布于市镇范围南部。
在鲜花城市的评比中，大克维伊被评为2星级鲜花城市。

### 气候
大克维伊在柯本气候分类法中属于温带海洋性气候。

## 行政区划
大克维伊是法国诺曼底大区滨海塞纳省的一个市镇，编号为76322。大克维伊隶属于鲁昂区以及滨海塞纳省第四选区，管理大克维伊县，同时也是鲁昂诺曼底都会区的组成部分。
大克维伊市政府计划在2026年前实行街区自治制度。
法国国家统计与经济研究所（简称）在进行数据统计时，将大克维伊及相邻的另外49个市镇设为鲁昂城市核心区，并将包括核心区在内的周边共277个市镇划为鲁昂城市区。自2020年起，鲁昂城市区被包含317个市镇的鲁昂城市辐射区代替。此外，还将大克维伊市镇分为了11个“块区”（IRIS），以便于统计人口分布情况。

## 交通

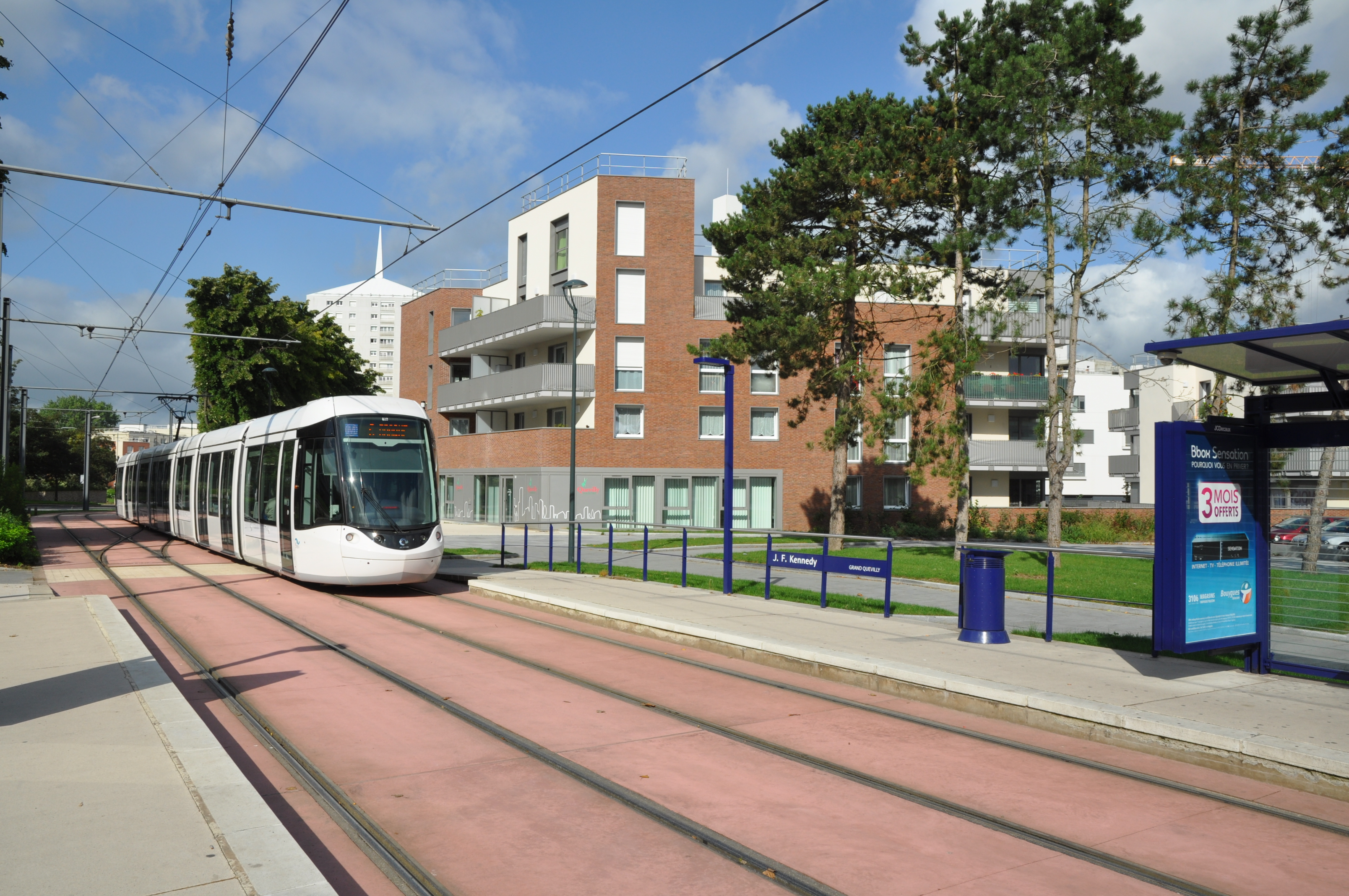
途径大克维伊的鲁昂有轨电车

### 公路
多条滨海塞纳省省道在大克维伊境内交汇。
|  | 6 |

| 鲁昂 | 8 |

| 小克维伊 | 4 |

| 埃尔伯夫 | 16 |

2018年，77.8%的大克维伊家庭拥有至少一辆私人汽车。2019年，大克维伊境内共发生各类交通事故8起，造成11人受伤。

### 铁路
大克维伊位于鲁昂－小库罗讷铁路上，该铁路为货运铁路，供鲁昂附近的工业区使用。大克维伊距离鲁昂右岸站大约7公里，该站停靠前往巴黎、勒阿弗尔、卡昂、亚眠和迪耶普五个方向的区域列车。

### 航空
距离大克维伊最近的民用航空站为博韦-蒂耶机场，距离大克维伊市中心的公路里程约88公里。

### 城市公共交通
大克维伊是鲁昂城市公共交通（商业名称为）的服务范围，后者是鲁昂都会区的城市公共交通系统。截至2022年11月，该系统共包括一条有轨电车线路和数十条公交线路，其中有轨电车M线和公交T4线、T54线、6路、27路、32路和42路经过了大克维伊市区。

## 政治

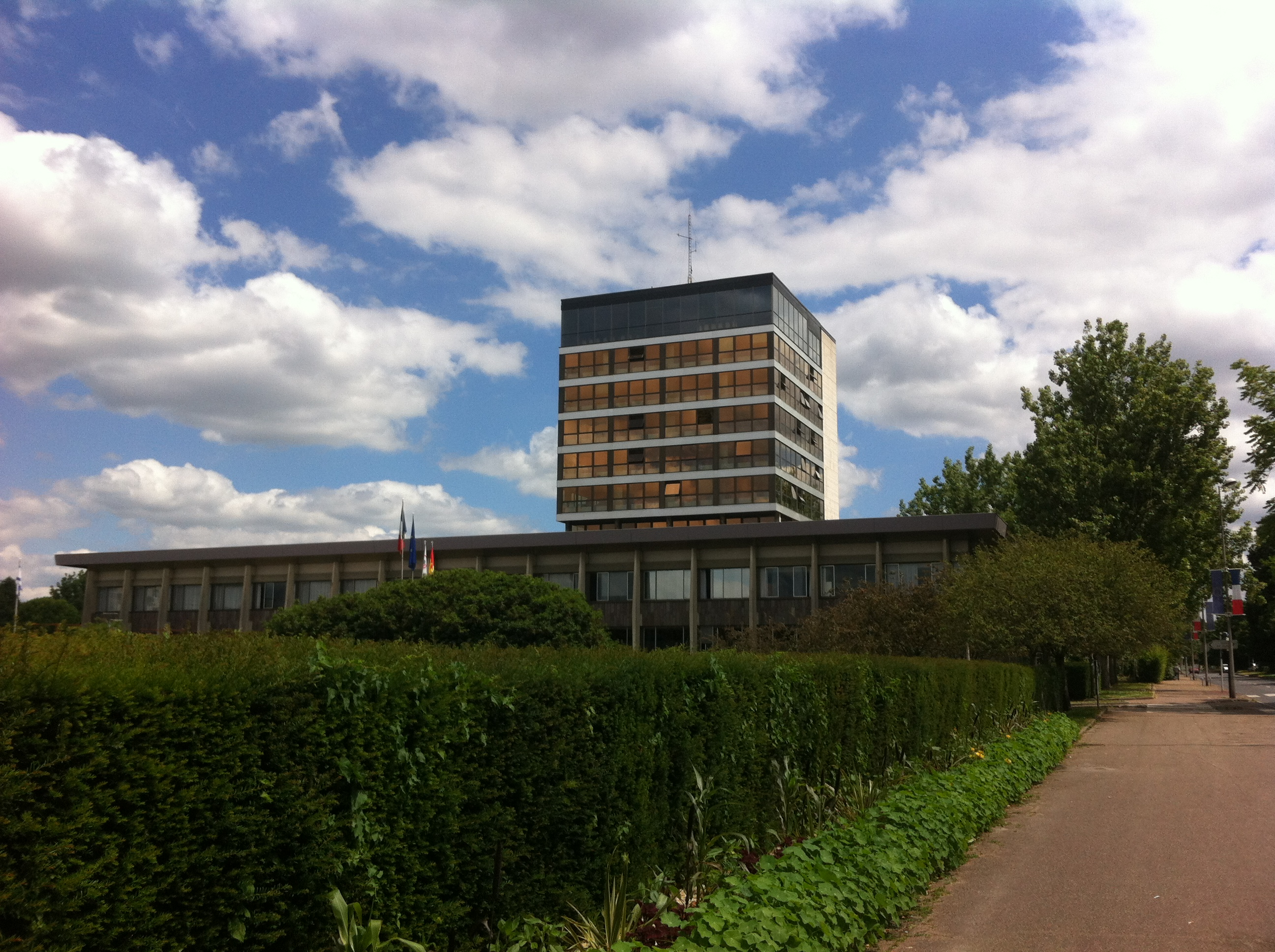
大克维伊市政厅

大克维伊的现任市长为尼古拉·鲁利先生（Nicolas ROULY），他是社会党的一名成员，在2020年的市政选举中获得了79.76%的支持率。
在2022年的法国总统大选中，法国第25任总统埃马纽埃尔·马克龙在大克维伊获得了53.47%的支持率。

## 人口
2018年，大克维伊市镇人口数量为25,771，在法国排名第340位。其中男性11,643人，女性14,128人，75岁及以上人口占11.3%，人口密度为2,320人/平方公里，当地居民被称为（男性）或（女性）。2019年，大克维伊境内出生247人，死亡人口268人。
| 大克维伊1901年－2019年人口变化情况 |
|                                    |
| 数据来源：Cassini、INSEE           |

## 经济

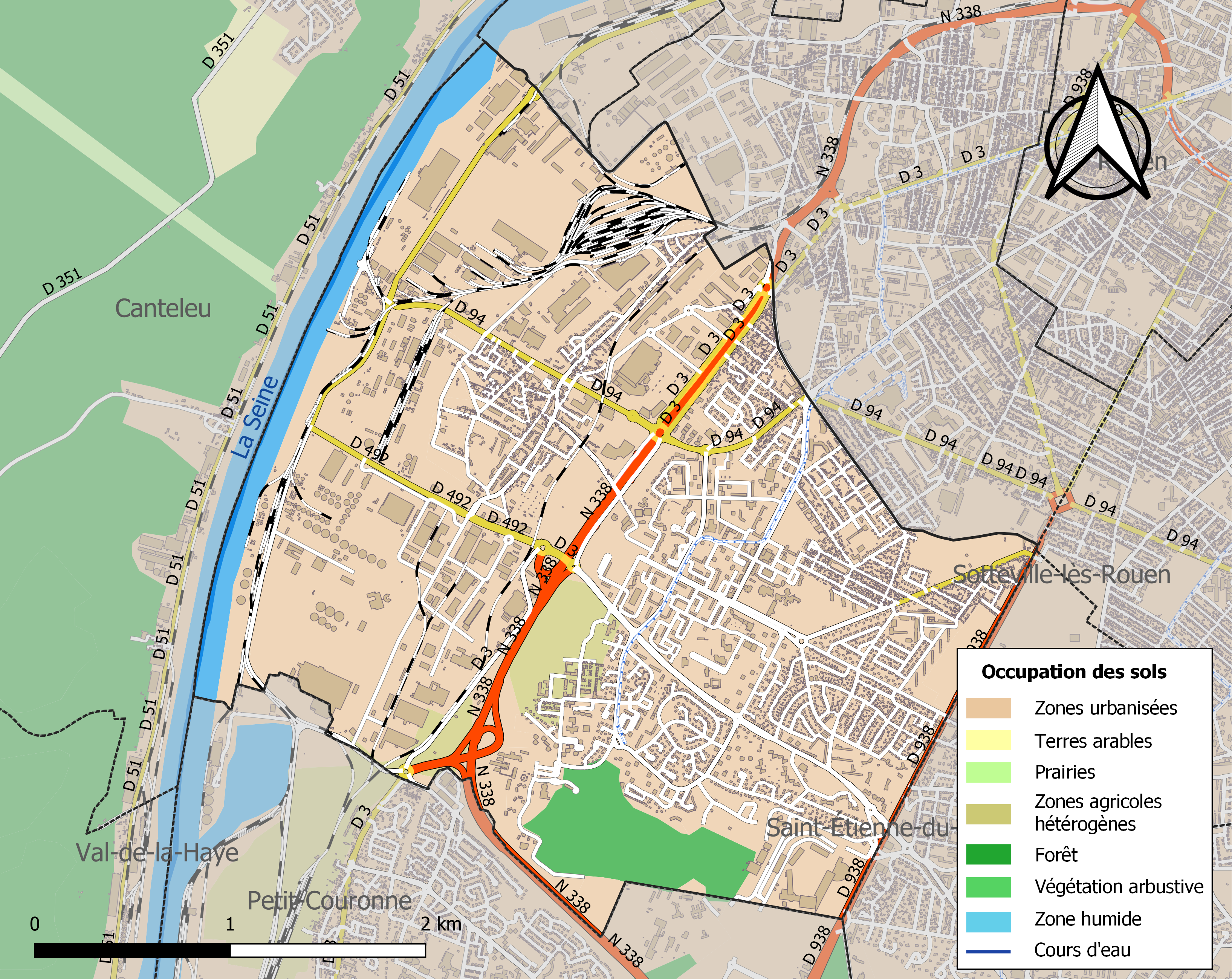
大克维伊土地利用情况地图

大克维伊是鲁昂的一个近郊卫星城。截止2022年9月，大克维伊市镇范围内共有各类用人单位（包含自雇）1,738家，平均历史为13年，其中95.92%为中小型企业（PME），2022年9月至11月间，当地的经济活力指数为1.55%。（药品）、（药品）及（肉制品）是当地2021年营业额最高的三个企业，分别为504,850,553欧元360,012,780欧元和27,453,816欧元。

## 财政与居民收入
2020年，大克维伊的财政收入总额为36,579,200欧元，财政支出总额为35,004,100欧元，当年的债务总额为2,048,830欧元。2021年，大克维伊共获得7,116,920欧元的国家财政补助，比上一年减少了0.3%。
2019年，大克维伊的人均月收入总额为2,033欧元，其中高级职员为3,382欧元，低于法国平均水平（4,230欧元）；中级职员为2,293欧元，低于法国平均水平（2,411欧元）；普通职员为1,696欧元，亦低于法国平均水平（1,740欧元）。
2018年，大克维伊境内的青壮年（15至64岁）失业率为15.2%，当地44.6%的家庭拥有纳税资格，平均纳税1,594欧元，低于法国平均水平（3,910欧元）。

## 社会事务

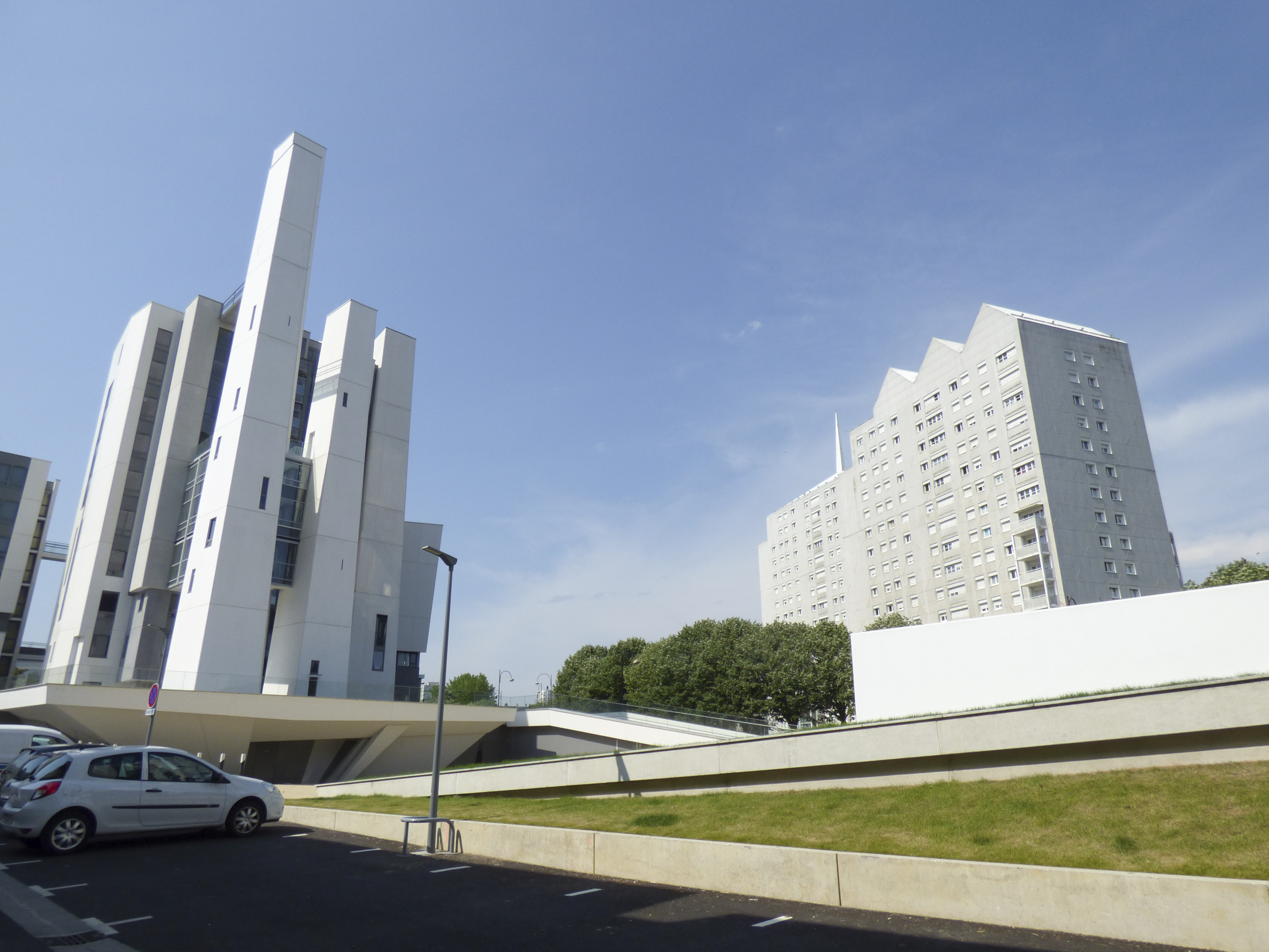
大克维伊镇中心的现代建筑

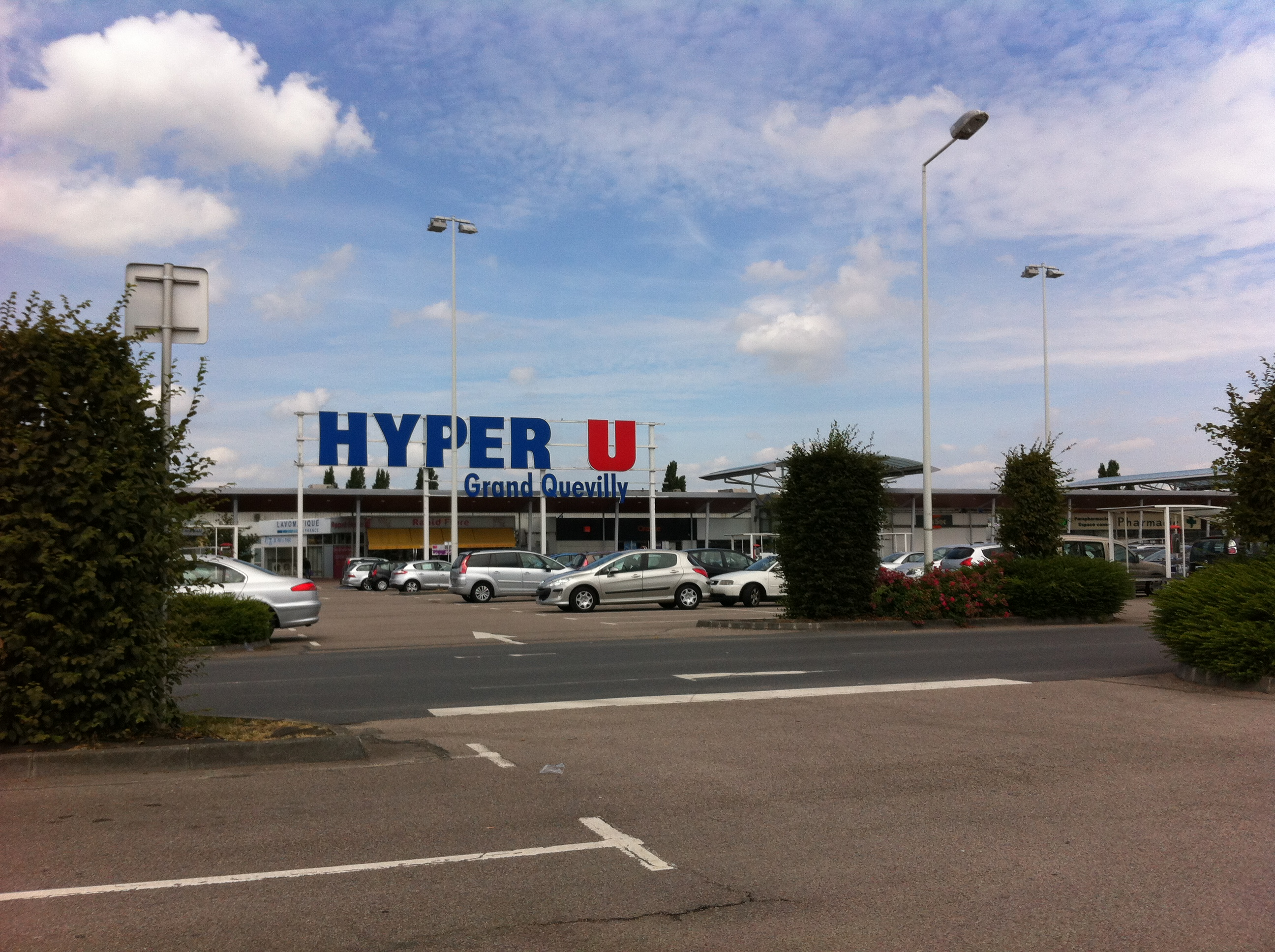
大克维伊境内的Hyper U商场

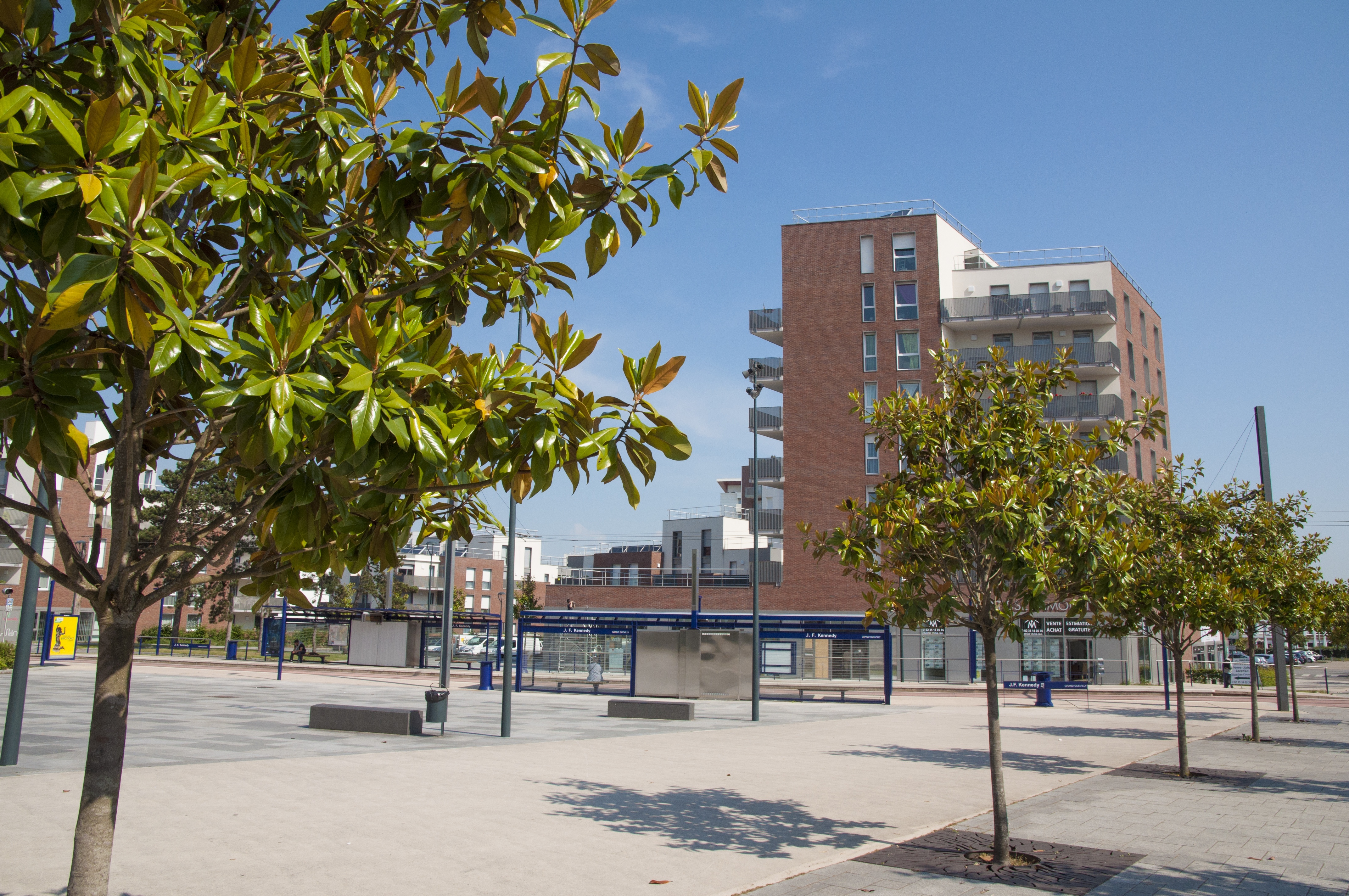
肯尼迪街区

### 教育
大克维伊属于诺曼底学区。截止2020年1月1日，大克维伊境内共有8所幼儿园、7所小学、3所初级中学、1所普通高中和1所职业高中。2018至2019学年度，大克维伊境内共有在校中等教育阶段学生2,497名。

### 医疗
截止2020年1月1日，大克维伊境内共有全科医生25名、保健师22名、牙医9名、护士34名、皮肤科医生1名和助产士1名。境内共有药房8家、养老院1家、残疾人帮扶中心2家。
大克维伊是鲁昂大学中心医院的服务范围，后者是法国的一个区域性医疗机构及教学医院，其主病区“夏尔·尼科勒医院”（Hôpital Charles-Nicolle）位于鲁昂市区东部，距离大克维伊市区的正常车程在20分钟以内，该院设有床位1,253个，是当地规模最大的公立综合性医院。

### 住房
2018年，大克维伊境内共有各类住房13,299套，其中23.0%为独立式居民区，76.2%为集中式居民区。常住房屋占大克维伊市镇范围内居民建筑总量的96.8%。
在住房保障政策方面，2020年，大克维伊境内共有3,212户家庭获得了住房经济补助，受益人数占总人口数量的12.5%，其中3,166份为房租补助。

### 商业
2019年，大克维伊境内共有各类实体商铺324家，其中餐厅37家、大型超市5家、杂货店5家、面包房13家、肉铺11家、书店4家、银行门店11家、美容美发店23家、汽车维修店17家。市区中部建有“中南三号”（Centre Sud 3）大型开放式商业街区，有Hyper U、Netto等购物商场。

### 体育
2020年，大克维伊境内共有1家游泳池、9间体育馆、3座综合体育场、10处网球场、11处足球或橄榄球场以及3处篮球或排球场。
截至2023年3月，大克维伊境内共有家注册足球俱乐部。大克维伊足球俱乐部（Grand Quevilly FC，编号514839）是当地的代表性足球队，成立于2007年，其主队2022至2023赛季参加诺曼底大区足球联赛乙组（法国第七级别），其主场为勒谢讷阿勒球场（Stade du Chêne-À-Leu）。

### 环境
大克维伊的环境事务由其所属的鲁昂诺曼底都会区负责。2019年，大克维伊境内共有15家污染企业。

### 治安
2019年，大克维伊市镇范围内有1处派出所。
大克维伊所在地是鲁昂-埃尔伯夫警区（zone police de Rouen Elbeuf）的管辖范围。2020年，该警区辖区内共34个市镇累计发生各类案件24,676起，其中盗窃类案件13,779起，经济类案件3,474起，毒品交易类案件877起。

## 文化

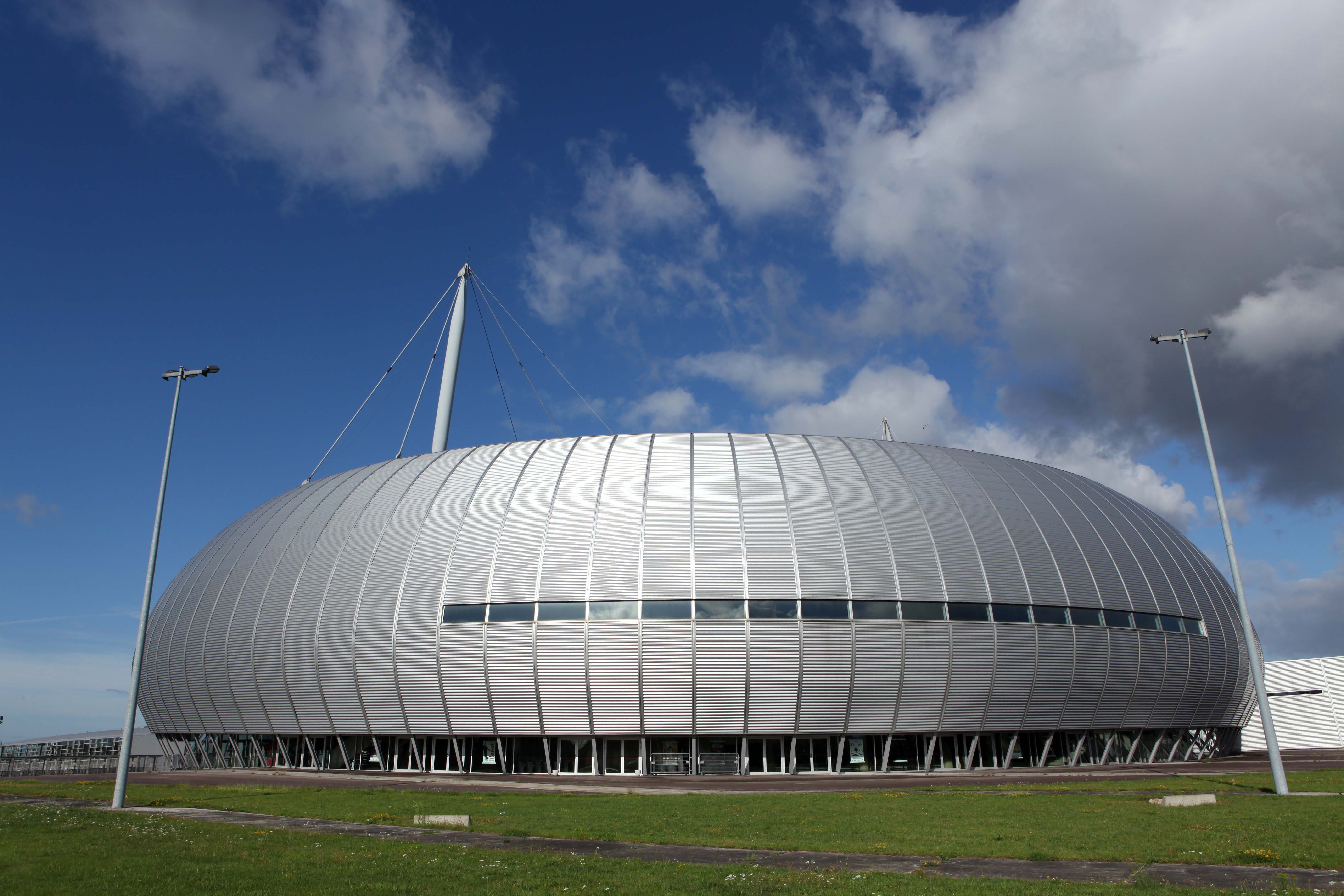
位于大克维伊的鲁昂泽尼特

2020年，大克维伊境内共有2家剧场和1家电影院。大克维伊市政府提供多媒体中心，向公众全年开放。

### 建筑
大克维伊境内有多处历史建筑，其中圣伯多禄教堂为法国国家文物保护单位，建于2001年的鲁昂泽尼特则是当地的地标性建筑物。

### 旅游
大克维伊的旅游事务由其所属的鲁昂诺曼底都会区负责。2021年，大克维伊境内共有1家酒店共计60间房间。

### 媒体
法国主要的媒体均可在大克维伊接收，法国电视三台下属的诺曼底大区频道在部分时段播出大克维伊所属区域的地方新闻。

## 相关人物
法国前总理洛朗·法比尤斯曾于1995至2000年间担任大克维伊市长职位。

## 友好城市
截至2023年3月，大克维伊共与五座城市互为友好城市关系：
- 德国 拉岑
- 加拿大 莱维
- 英格兰 欣克利
- 以色列 内斯锡安纳
- 马达加斯加 穆龙达瓦